# Базиково
Базиково (баш. Бажык) - деревня в Гафурийском районе Башкортостана, входит в состав Буруновского сельсовета.

## Географическое положение
В окрестностях деревни протекает река Цветаевский.
Расстояние до:
- районного центра (Красноусольский): 35 км,
- центра сельсовета (Буруновка): 9 км.

## История
В «Списке населенных мест по сведениям 1870 года», изданном в 1877 году, населённый пункт упомянут как деревня Базикова 2-го стана Стерлитамакского уезда Уфимской губернии. Располагалась при речке Базике, по левую сторону коммерческого тракта из Стерлитамака в Верхнеуральск, в 22 верстах от уездного города Стерлитамака и в 30 верстах от становой квартиры в селе Табынское. В деревне, в 40 дворах жили 292 человека (147 мужчин и 145 женщин, тептяри, татары), была мечеть. Жители занимались земледелием, скотоводством.

## Население
| 2002 | 2009 | 2010 |
| ---- | ---- | ---- |
| 238  | ↘220 | ↘206 |

Согласно переписи 2002 года, преобладающая национальность — татары (75 %).

## Религия
В деревне есть мечеть.

## Известные уроженцы
- Хамзин, Фарит Хабибуллович (1931—2007) — председатель Салаватского горисполкома (1976—1987).